# Карни Лидел
Карни Лидел (Рокхемптон, 1. март 1979) је параолимпијска такмичарка у пливању из Аустралије.

## Живот
Са дванаест месеци, Лиделу је дијагностикована спинална мишићна атрофија, ретка болест неуромишићног губитка. Карни је била погрешно дијагностикована 40 година и недавно му је дијагностикована урођена титинопатија, која је такође болест неуромишићног губитка.  Карни је дијагностикована путем теста секвенцирања читавог генома обављеног у Европи 2019. године, а Карни и њена породица су тражили дијагнозу последњих 12 година и ово је био дуг, трауматичан и скуп процес за њену породицу. Њеним родитељима су лекари рекли да она никада неће моћи да хода и да неће доживети своје тинејџерске године.
Лидел је, поред Бранке Пуповац, Хамиша Мекдоналда и Чармејн Дали, била једна од осамнаест аустралијских параолимпијца које је Ема Хак фотографисала за голи календар.  Лиделова фотографија приказује њене наочаре за сунце и прекривену фарбом за тело направљену да изгледа као бикини са тачкама.  Године 2008. била је једна од неколико становника Квинсленда чије је слике насликала Људмила Кларк како би слика била изложена у Царинарници у Рокхемптону. 

## Каријера
До 14 година, Лидел је оборила светски рекорд у пливању.  Учествовала је на Параолимпијске игре: 1996. и 2000.  Освојила је медаље на обе игре и била је капитен аустралијског пливачког тима на Параолимпијским играма у Сиднеју 2000. године.